# Cryptops mirabilis
Cryptops mirabilis är en mångfotingart som beskrevs av Machado 1951. Cryptops mirabilis ingår i släktet Cryptops och familjen Cryptopidae.
Artens utbredningsområde är Angola. Inga underarter finns listade i Catalogue of Life.